# Степь-Чумыш
Степь-Чумыш — село в Целинном районе Алтайского края. Входит в состав Степно-Чумышского сельсовета.

## История
Основано в 1776 году. В 1928 году село Степной Чумыш состояло из 271 хозяйства, основное население — русские. В административном отношении являлось центром Степно-Чумышского сельсовета Яминского района Бийского округа Сибирского края. С 1903 до 1926 года действовала начальная четырехлетняя школа, с 1926 — семилетняя, с 1965 года — средняя школа.

## Население
| 1926 | 1997 | 1998 | 1999 | 2000 | 2001 |
| ---- | ---- | ---- | ---- | ---- | ---- |
| 1388 | ↘210 | ↗224 | ↗240 | →240 | ↘215 |
| 2002 | 2003 | 2004 | 2005 | 2006 | 2007 |
| ↘200 | ↘197 | ↗205 | ↗210 | ↘191 | ↘180 |
| 2008 | 2009 | 2010 | 2011 | 2012 | 2013 |
| ↗184 | ↗200 | ↘157 | ↘154 | ↘149 | ↗151 |

### Национальный состав
Согласно результатам переписи 2002 года, в национальной структуре населения русские составляли 94 %.